# جزيرة منخفضة

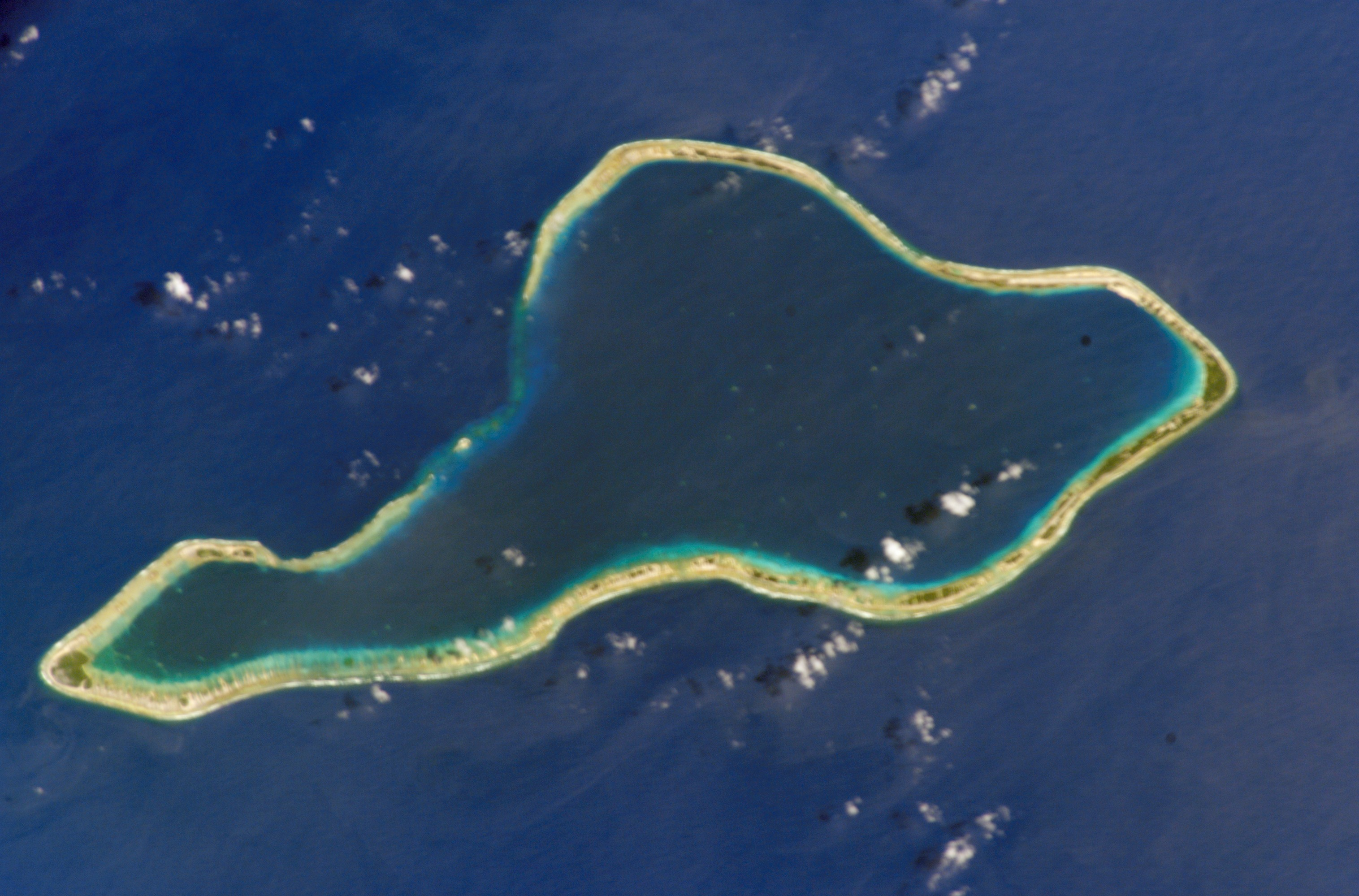
جزيرة مورورا المرجانية.

في الجيولوجيا (وأحياناً في علم الآثار)، الجزيرة المنخفضة (بالإنجليزية: Low island)‏، هي جزيرة أصلها مُتكون من الشعاب المرجانية. يستخدم هذا المصطلح للتمييز بين هذه الجزر والجزر العالية، التي تكون أصولها بركانية.
بالعادة يكون ارتفاع المنخضة عدة أمتار عن مستوى سطح البحر، في حين تكون الجزر البركانية أو الجزر العالية ترتفع فقط بضع أقدام وتصنف على أنها صخور، وهي ليس بالضرورة أن تكون مثل المُسمى.
الجزر المنخفضة بها تربة رملية فقيرة ومياه عذبة صغيرة، مما يجعلها صعبة للزراعة. تكون من الصعب العيش فيها. يعيش الناس في الجزر المنخفضة في الغالب بسبب الصيد. الجزر المنخفضة عادة ما يكون لها مناخ محيطي.